# Tutte storie
Tutte storie, w krajach hiszpańskojęzycznych Todo historias – album studyjny Erosa Ramazzottiego, wydany przez Sony BMG Music Entertainment w 1993 roku. Sprzedał się w sześciu milionach egzemplarzy.

## Lista utworów
1. „Cose della vita” (4:48)
2. „A mezza via” (5:37)
3. „Un'altra te” (4:40)
4. „Memorie” (5:24)
5. „In compagnia” (4:38)
6. „Un grosso no” (5:39)
7. „Favola” (4:37)
8. „Non c'è più fantasia” (3:51)
9. „Nostalsong” (4:27)
10. „Niente di male” (4:02)
11. „Esodi” (4:36)
12. „L'ultima rivoluzione” (4:13)
13. „Silver e Missie” (4:25)

## Sprzedaż
| Kraj              | Status      | Sprzedaż |
| ----------------- | ----------- | -------- |
| Argentyna         | platyna     | 60 000   |
| Brazylia          | złoto       | 100 000  |
| Stany Zjednoczone | 2 × platyna | 200 000  |